# Thaumasia velox
Espèce
Synonymes
- Thaumasia decemguttata  Mello-Leitão, 1945
- Thaumasia annecta Bryant, 1948

Thaumasia velox est une espèce d'araignées aranéomorphes de la famille des Pisauridae.

## Distribution
Cette espèce se rencontre du Panama à l'Argentine.

## Description
Le mâle holotype mesure 8 mm.
Le mâle décrit par Silva et Carico en 2012 mesure 15,42 mm et la femelle 15,02 mm.

## Publication originale
- Simon, 1898 : Descriptions d'arachnides nouveaux des familles des Agelenidae, Pisauridae, Lycosidae et Oxyopidae. Annales de la Société entomologique de Belgique, vol. 42, p. 1-34 (texte intégral).